# 12-й истребительный авиационный полк (Северо-Западного фронта)
12-й истребительный авиационный полк (12-й иап) — воинская часть Военно-воздушных сил (ВВС) Вооружённых Сил РККА, принимавшая участие в боевых действиях Великой Отечественной войны.

## Наименования полка
За весь период своего существования полк несколько раз менял своё наименование:
- 12-й истребительный авиационный полк;
- 739-й истребительный авиационный полк;
- 739-й истребительный авиационный Пражский полк;
- 739-й истребительный авиационный Пражский Краснознамённый полк;
- 739-йистребительный авиационный Пражский Краснознамённый ордена Суворова полк;
- 834-й истребительный авиационный Пражский Краснознамённый ордена Суворова полк;
- 119-й отдельный вертолётный Пражский Краснознамённый ордена Суворова полк;
- Полевая почта 42083.

## Создание полка
12-й истребительный авиационный полк сформирован 22 июня 1941 года на аэродроме Борисоглебск Приволжского военного округа путём разделения прибывшего из Забайкальского военного округа 13-го истребительного авиационного полка на самолётах И-153.

## Переименование полка
12-й истребительный авиационный полк 25 января 1942 года переименован в 739-й истребительный авиационный полк.

## В действующей армии
В составе действующей армии:
- с 15 июля 1941 года по 30 октября 1941 года, всего 107 дней
- с 6 января 1942 года по 24 января 1942 года, всего 18 дней

Итого — 125 дней

## Командиры полка
- капитан Коначев Иван Сергеевич[2], 03.07.1941 — 21.07.1941 к-н (погиб)
- майор Овечников Иван Николаевич(погиб)[2], 26.08.1941 — 02.1942

## В составе соединений и объединений
| Период        | Фронт (округ)               | армия          | корпус                                        | дивизия                                 | примечание                                                                                     |
| ------------- | --------------------------- | -------------- | --------------------------------------------- | --------------------------------------- | ---------------------------------------------------------------------------------------------- |
| 30.10.1939 г. | Забайкальский военный округ |                |                                               |                                         | И-16, И-15 бис, И-153 (в январе 1941 г.)                                                       |
| 22.06.1941 г. | Приволжский военный округ   |                |                                               | 38-я истребительная авиационная дивизия | Борисоглебск, переформирован в два полка: 13-й и 12-й истребительный авиационный полк на И-153 |
| 22.06.1941 г. | Резервный фронт             | ВВС 24-й армии |                                               | 38-я истребительная авиационная дивизия | И-153                                                                                          |
| 12.07.1941 г. | Западный фронт              |                |                                               | 38-я истребительная авиационная дивизия | Шайковка, И-153                                                                                |
| 15.07.1941 г. | Резервный фронт             | ВВС 24-й армии |                                               | 38-я смешанная авиационная дивизия      | И-153                                                                                          |
| 24.08.1941 г. | Резервный фронт             | ВВС 24-й армии |                                               | 38-я смешанная авиационная дивизия      | И-153                                                                                          |
| 30.10.1941 г. | Резервный фронт             | ВВС 24-й армии |                                               | 38-я смешанная авиационная дивизия      | выведен в тыл на доукомплектование                                                             |
| 12.11.1941 г. | Сибирский военный округ     | ВВС округа     | 19-й запасной истребительный авиационный полк |                                         | Новосибирск, ЛаГГ-3                                                                            |
| 06.01.1942 г. | Северо-Западный фронт       | ВВС фронта     |                                               | 6-я смешанная авиационная дивизия       | ЛаГГ-3                                                                                         |
| 25.01.1942 г. | Северо-Западный фронт       | ВВС фронта     |                                               | 6-я смешанная авиационная дивизия       | переименован в 739-й иап, ЛаГГ-3                                                               |

## Участие в операциях и битвах
- Смоленское сражение — с 15 июля 1941 года по 24 августа 1941 года.
- Ельнинская операция — с 30 августа 1941 года по 1 сентября 1941 года.
- Вяземская операция — со 2 октября 1941 года по 13 октября 1941 года.
- Крымская оборонительная операция — с 18 октября 1941 года по 16 ноября 1941 года.
- Демянская операция — с 7 января 1942 года по 24 января 1942 года.
- Торопецко-Холмская операция — с 9 января 1942 года по 24 января 1942 года.

## Первая победа полка в воздушном бою
Первая известная воздушная победа полка в Отечественной войне одержана 17 июля 1941 года: капитан Баранов в воздушном бою в районе с. Чалище сбил немецкий бомбардировщик Dornier Do-215.

## Статистика боевых действий
Всего за годы Великой Отечественной войны полком:
| Выполнено боевых вылетов | Сбито самолётов в воздухе | Уничтожено самолётов всего |
| ------------------------ | ------------------------- | -------------------------- |
| 5633                     | 118                       | 155                        |

Свои потери:
| Потеряно самолётов, всего | Погибло лётчиков всего |
| ------------------------- | ---------------------- |
| 110                       | 69                     |

## Самолёты на вооружении
| Период      | Самолёты |
| ----------- | -------- |
| 1941 — 1942 | И-153    |
| 1941 — 1942 | ЛаГГ-3   |

## Отличившиеся воины
- Корольков Сергей Иванович, летчик полка (июнь 1941 — май 1942 г.), Указом Президента Российской Федерации № 2259 от 31 декабря 1994 года за мужество и героизм, проявленные в борьбе с немецко-фашистскими захватчиками в Великой Отечественной войне 1941—1945 годов, присвоено звание Героя Российской Федерации (посмертно).